# Anghiari
Anghiari ist eine italienische Gemeinde mit 5399 Einwohnern (Stand 31. Dezember 2023) in der Provinz Arezzo.
Die Stadt ist Mitglied der Cittàslow, einer 1999 in Italien gegründeten Bewegung zur Entschleunigung und Erhöhung der Lebensqualität in Städten. Ferner ist die Gemeinde Mitglied der Vereinigung I borghi più belli d’Italia (Die schönsten Orte Italiens).

## Geografie
Die Gemeinde erstreckt sich über rund 130 km². Sie liegt etwa 20 km östlich von Arezzo und 80 km südöstlich von Florenz.
Zu den Ortsteilen zählen Carboncione, Catigliano, Motina, Ponte alla Piera, San Leo, Scheggia, Tavernelle und Viaio.
Die Nachbargemeinden sind Arezzo, Caprese Michelangelo, Citerna (PG), Monterchi, Pieve Santo Stefano, Sansepolcro und Subbiano.

## Geschichte

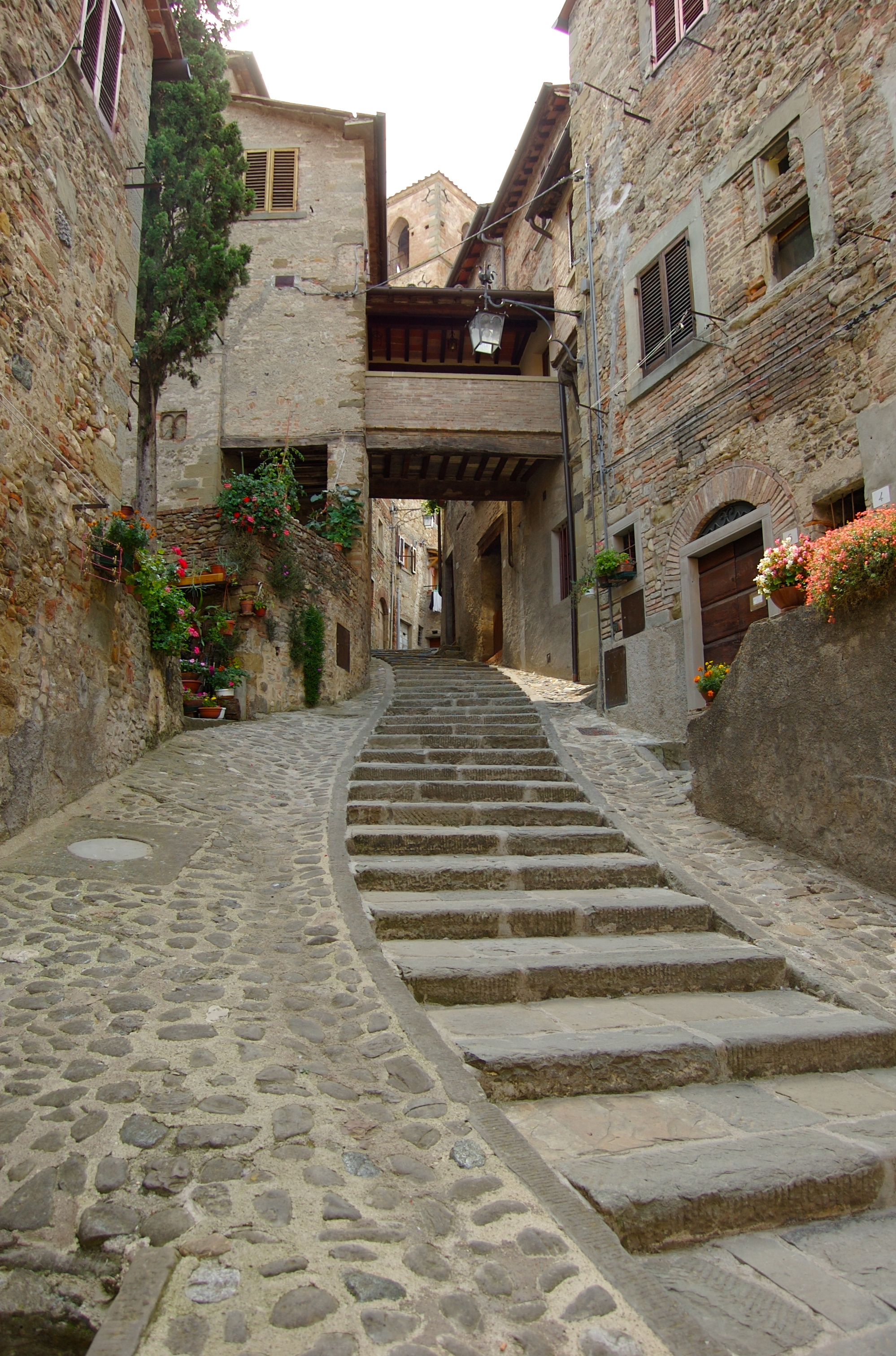
Treppenweg in Anghiari

Am 29. Juni 1440 fand die Schlacht von Anghiari zwischen Florenz und Mailand statt. Ab 1942 wurden im KZ Renicci bei Anghiari slowenische und kroatische Zivilisten interniert.

## Sehenswürdigkeiten
- Castello di Sorci im Ortsteil San Lorenzo
- Palazzo Pretorio, auch Palazzo del vicario genannt, im 14. Jahrhundert entstanden.
- Badia di San Bartolomeo, 1004 durch die Kamaldulenser errichtet.
- Museum der Volkstraditionen im Palazzo Taglieschi
- Museum der Schlacht von Anghiari[3]
- Villa Cardeto

## Verwaltung
Bürgermeister ist Alessandro Polcri (DAL 2016 AL 2021). Er wurde bei den Kommunalwahlen am 5. Juni 2016 mit 38,45 % der gültigen Stimmen für die Amtsperiode bis 2021 gewählt. Seine beiden Mitbewerber lagen bei 38,16 % und 23,38 %.

## Gemeindepartnerschaften
- La Plata (Argentinien), seit dem 18. November 1998
- Wladimir (Russland), seit 2004[4]

## Söhne und Töchter der Gemeinde
- Francesco Nenci (1781–1850), Maler